# 吸着

吸着のイメージ。（左）気相/液相界面では、界面に溶質が集合する。（右）液/固界面では、固体表面に溶質が結合する。

吸着（きゅうちゃく、adsorption）とは、物体の界面において、濃度が周囲よりも増加する現象のこと。気相/液相、液相/液相、気相/固相、液相/固相の各界面で生じうる。
反対に、吸着していた物質が界面から離れることを脱着または脱離（desorption）と呼ぶ。

## 概要
界面の原子は、物質内部の原子のように周囲と結合していないため、自由エネルギーが大きくなる（界面自由エネルギー）。このため、界面原子は近接した分子やイオンなどの化学種を結合し、自由エネルギーを小さくしようとする。この現象を吸着という。
吸着現象には、ファンデルワールス力による物理吸着と、共有結合による化学吸着がある。物理吸着は比較的弱く、温度や圧力の制御で可逆的に吸脱着できる。化学吸着は強固で、吸着質の電子状態が変化するため、触媒反応などを進行させることもある。
吸着される物質を吸着剤（adsorbent）、吸着する物質を吸着質（adsorbate）と呼ぶ。吸着質の量は、モノレイヤ又はラングミュア等の単位を用いるか、表面への吸着が無視できる高温低圧状態での吸着剤質量を基準とした質量比(wt%)で表される。
吸着する表面が平らな場合にも吸着現象は起こるが、工業的には小さな孔(細孔)をたくさん持つ素材、すなわち多孔体が用いられることが多い。

## 理論

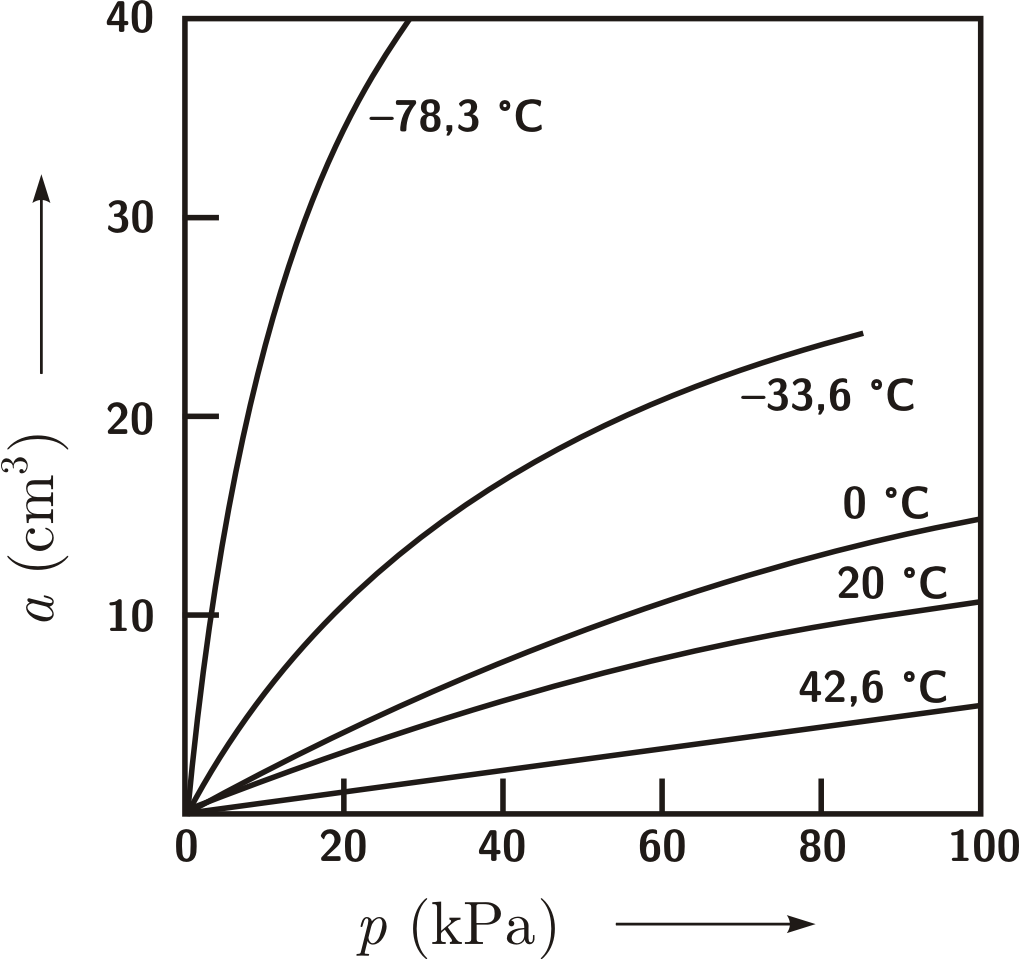
一酸化炭素が活性炭へ吸着する場合の吸着等温線。横軸は圧力、縦軸は吸着体積である。温度が高くなると、同じ圧力での吸着量は減少する。

熱力学的には、吸着反応では吸着質が界面に束縛され自由度が低下するため、一般にエントロピーは低下する。
{\displaystyle \Delta S<0}
したがって、吸着反応が自発的に進行するためには（すなわち、自由エネルギー変化{\displaystyle \Delta G=\Delta H-T\Delta S<0}となるためには）、エンタルピーが大きく低下しなければならない。
{\displaystyle \Delta H<0}
このため、一般に吸着反応は発熱反応となる。
吸着剤が一定量の吸着質を吸着して安定である状態は、実際には吸着と脱着が等速な動的平衡状態にある。この平衡状態での吸着量は、吸着質の濃度（気体の場合は分圧）と温度に依存する。一般に、吸着量の評価は温度一定の条件下で濃度または圧力を変えて調べた吸着等温線 (adsorption isotherm) が用いられる。
吸着現象を顕微鏡やその他の測定装置で観察するのは難しいため、吸着等温線からそれを推測することがよく行われる。新しく生成された吸着剤に対して挙動のよくわかった吸着質（窒素など）を吸着させ吸着剤の構造を調べることは新規吸着剤開発において重要であり、吸着等温線は吸着剤の特性を知る上で最も重要な情報である。
吸着状態をモデル化し吸着等温線を数式で表現したものが吸着等温式である。ラングミュアやBET吸着等温式によって吸着現象の分子的描像が得られるようになった。また、吸着を工業的に利用する上で吸着等温式は重要な役割を占めている。
吸着速度は、吸着剤の流体境膜における拡散、吸着剤細孔内での拡散、細孔内表面での吸着、の3段階の速度で決定される。吸着質と吸着剤の物性により、律速段階は異なる。

## 利用
油水界面の不安定性を和らげる界面活性剤の役割も吸着の一様式とみなせる。
家庭においては活性炭による冷蔵庫の脱臭、中空紡糸を用いた浄水器、シリカゲルによる脱湿などが吸着を利用した現象である。
液相吸着の工業利用例は、ショ糖の脱色、石油精製、生活廃水処理、浄水処理などがある。イオン交換膜などによるイオン交換操作も、化学工学的には、吸着と同様の単位操作として取り扱うことができる。
気相吸着の工業利用例は、自動車等の塗装によって空気中に放散される溶剤蒸気（揮発性有機化合物）の回収や、圧力スイング吸着法(Pressure Swing Adsorption)を用いた工業排気の分離などがある。
触媒機能を多孔体に与え、吸着を活用して化学反応を促進することも行われる。この方法として、触媒そのものを多孔体にする場合と、アルミナなどに担持させる場合がある。
また、将来的に期待されているものとして、燃料電池自動車用の水素貯蔵や、天然ガスをより安価に輸送するためのメタン貯蔵、あるいは二酸化炭素の分離・固定化などの実用化が挙げられる。